# Гатне (округ Поважська Бистриця)

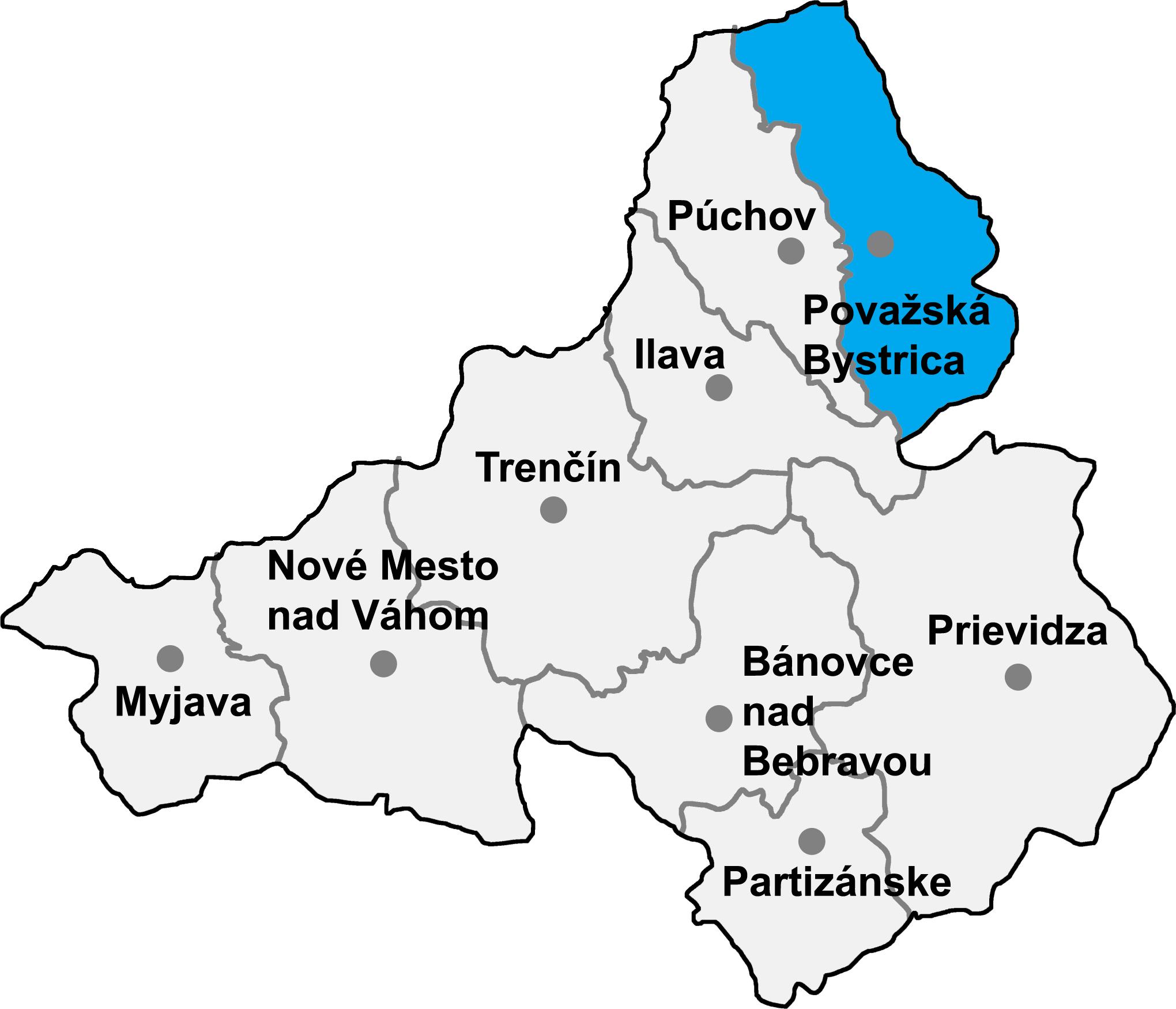
Місцезнаходження округу Поважська Бистриця в Тренчинському краї

Гатне (угор. Hatné) — село та муніципалітет в окрузі Поважська Бистриця, в Тренчинському краї, в північно-західній Словаччині. Населення села становить приблизно 564.

## Історія
В історичних записах село вперше згадане у 1321.

## Географія
Муніципалітет лежить на висоті 390 м та займає 5.435 км².

## Населення
| Рік:            | 1994. | 2004.   | 2014.   | 2024.   |
| --------------- | ----- | ------- | ------- | ------- |
| Кількість осіб: | 580   | 564     | 599     | 632     |
| Різниця:        |       | -2,75 % | +6,20 % | +5,50 % |

| Рік:            | 2023. | 2024.   |
| --------------- | ----- | ------- |
| Кількість осіб: | 642   | 632     |
| Різниця:        |       | -1,55 % |